# Championnat d'Asie-Océanie moins de 18 ans de hockey sur glace
Le Championnat d'Asie-Océanie moins de 18 ans de hockey sur glace est une compétition internationale de hockey sur glace organisé annuellement par la Fédération internationale de hockey sur glace de 1984 à 2002. Elle oppose des sélections nationales de moins de 18 ans venant d'Asie et d'Océanie. Avec la mise en place à partir de 1999 d'un Championnat du monde pour cette catégorie d'âge, le Championnat d'Asie-Océanie sert de tremplin pour les équipes avant de disparaitre définitivement. Avec 11 titres, le Japon est l'équipe la plus titré dans cette compétition.

## Historique
La première édition du Championnat d'Asie-Océanie des moins de 18 ans se déroule à Tomakomai et à Kushiro au Japon du 23 au 30 mars 1984. Quatre pays prennent part au tournoi : l'Australie, la Chine, la Corée du Sud et le Japon. Le pays organisateur remporte le titre en restant invaincu lors de ses six rencontres. Les Japonais s'imposent de nouveau lors des deux éditions suivantes. En 1987, La Corée du Nord remporte le tournoi dès sa première participation mais est disqualifiée quelques mois plus tard pour avoir aligné des joueurs plus âgé. Ses résultats sont alors annulés et le Japon qui avait fini troisième dans un premier temps se voit adjuger son quatrième titre consécutif. L'année suivante, la Chine remporte son premier titre.
En 1991, le Mexique devient le premier pays ni asiatique, ni océanien à prendre part au Championnat. Pour sa seule participation, il finit dernier avec quatre défaites. Deux ans plus tard, le Kazakhstan intègre la compétition. Avec Vitali Ieremeïev et Ievgueni Nabokov dans la cage de but, les Kazakhs s'imposent sans encaisser le moindre but. Prévu de participer également à cette édition, la Nouvelle-Zélande finalement choisit de se retirer. En 1997, le Kazakhstan participe pour la dernière fois au Championnat. Après 3 titres et deux deuxième places en cinq participations, la sélection d'Asie centrale se retire pour intégrer le Championnat d'Europe de la même catégorie l'année suivante.
En 1998, la Nouvelle-Zélande et la Thaïlande participent pour la première fois, terminant cinquième et sixième respectivement. Les Thaïlandais enregistrent entre autres une défaite 92-0 face à la Corée du Sud, le résultat le plus large dans une compétition organisée par l'IIHF. Les Sud-Coréens remportent quant à eux leur premier titre. L'année suivante, le tournoi est partagé en deux divisions avec le vainqueur de la Division I promu dans le Groupe B du Championnat du monde moins de 18 ans récemment établi, et le vainqueur de la Division II montant à l'échelon continental supérieur. Cette année voit également les débuts de Taïwan et la participation pour la seconde fois d'un pays non asiatique ou océanien, l'Afrique du Sud.
En 2000, La Mongolie rejoint la compétition en Division II remportée par la Nouvelle-Zélande, tandis que la Corée du Nord s'impose en Division I et accèdent au Championnat du monde. En 2001, la Corée du Sud l'emporte et rejoint la Division III mondiale tandis que la Mongolie gagne en Division II. L'année suivante, les participants sont rassemblés de nouveau dans un tournoi unique organisé en Nouvelle-Zélande. Il s'agit de la dernière édition, toutes les équipes se voyant offrir d'intégrer le Championnat du monde en Division III. Vainqueur de toutes ses parties, la Chine s'adjuge le dernier titre de la compétition.

## Palmarès

### Par édition
| Année | Vainqueur     | Deuxième      | Troisième        | Ville hôte                  |
| ----- | ------------- | ------------- | ---------------- | --------------------------- |
| 1984  | Japon         | Chine         | Corée du Sud     | Tomakomai et Kushiro, Japon |
| 1985  | Japon         | Corée du Sud  | Australie        | Séoul, Corée du Sud         |
| 1986  | Japon         | Chine         | Corée du Sud     | Adélaïde, Australie         |
| 1987  | Japon         | Chine         | Australie        | Jilin, Chine                |
| 1988  | Chine         | Japon         | Corée du Sud     | Bendigo, Australie          |
| 1989  | Japon         | Corée du Sud  | Chine            | Hachinohe, Japon            |
| 1990  | Japon         | Chine         | Corée du Sud     | Séoul, Corée du Sud         |
| 1991  | Japon         | Chine         | Corée du Nord    | Jilin, Chine                |
| 1992  | Japon         | Corée du Nord | Chine            | Harutori, Japon             |
| 1993  | Kazakhstan    | Japon         | Corée du Sud     | Séoul, Corée du Sud         |
| 1994  | Kazakhstan    | Corée du Sud  | Japon            | Pékin, Chine                |
| 1995  | Japon         | Kazakhstan    | Chine            | Obihiro, Japon              |
| 1996  | Kazakhstan    | Corée du Sud  | Japon            | Öskemen, Kazakhstan         |
| 1997  | Japon         | Kazakhstan    | Corée du Sud     | Séoul, Corée du Sud         |
| 1998  | Corée du Sud  | Japon         | Chine            | Harbin, Chine               |
| 1999  | Japon         | Corée du Sud  | Chine            | Nikko, Japon                |
| 2000  | Corée du Nord | Corée du Sud  | Chine            | Changchun, Chine            |
| 2001  | Corée du Sud  | Chine         | Australie        | Séoul, Corée du Sud         |
| 2002  | Chine         | Australie     | Nouvelle-Zélande | Auckland, Nouvelle-Zélande  |

### Par pays
| Pays             | Vainqueur | Deuxième | Troisième | Total |
| ---------------- | --------- | -------- | --------- | ----- |
| Japon            | 11        | 3        | 2         | 16    |
| Kazakhstan       | 3         | 2        | 0         | 5     |
| Chine            | 2         | 6        | 6         | 14    |
| Corée du Sud     | 2         | 6        | 6         | 14    |
| Corée du Nord    | 1         | 1        | 1         | 3     |
| Australie        | 0         | 1        | 3         | 4     |
| Nouvelle-Zélande | 0         | 0        | 1         | 1     |